# (523680) 2013 YJ151
(523680) 2013 YJ151 ist ein großes transneptunisches Objekt, das bahndynamisch als Scattered Disk Object (SDO) eingestuft wird. Aufgrund seiner Größe gehört der Asteroid möglicherweise zu den Zwergplanetenkandidaten.

## Entdeckung
2013 YJ151 wurde am 26. Dezember 2013 von einem Astronomenteam, bestehend aus B. Gibson, T. Goggia, N. Primak, A. Schultz und M. Willman, auf Bildern, die im Rahmen des Pan-STARRS-Projekts mit dem 1,8-m-Ritchey-Chretien-Teleskop (PS1) am Haleakalā-Observatoriums (Maui) am 10. November 2011 entstanden, entdeckt. Die Entdeckung wurde am 17. Juli 2016 bekanntgegeben, der Planetoid erhielt am 25. September 2018 von der IAU die Kleinplaneten-Nummer 523680.
Nach seiner Entdeckung ließ sich 2013 YJ151 auf Fotos bis zum 10. November 2011, die ebenfalls im Rahmen des Pan-STARRS-Programmes gemacht wurden, zurückgehend identifizieren und so seinen Beobachtungszeitraum um zwei Jahre verlängern, um so seine Umlaufbahn genauer zu berechnen. Bisher wurde der Planetoid nur durch das Pan-STARRS-Teleskop beobachtet. Im Oktober 2018 lagen insgesamt 100 Beobachtungen über einen Zeitraum von 7 Jahren vor. Die bisher letzte Beobachtung wurde im Januar 2018 auch wieder am Pan-STARRS-Teleskop durchgeführt. (Stand 20. März 2019)

## Eigenschaften

### Umlaufbahn
2013 YJ151 umkreist die Sonne in 612,20 Jahren auf einer stark elliptischen Umlaufbahn zwischen 40,84 AE und 103,36 AE Abstand zu deren Zentrum. Die Bahnexzentrizität beträgt 0,434, die Bahn ist 33,69° gegenüber der Ekliptik geneigt. Derzeit ist der Planetoid 42,84 AE von der Sonne entfernt. Das Perihel durchlief er das letzte Mal 1999, der nächste Periheldurchlauf dürfte also im Jahre 2611 erfolgen.
Sowohl Marc Buie (DES) als auch das Minor Planet Center klassifizieren den Planetoiden als SDO; letzteres führt ihn auch allgemein als «Distant Object».

### Größe
Derzeit wird von einem Durchmesser von 343 km ausgegangen, basierend auf einem Rückstrahlvermögen von 8 % und einer absoluten Helligkeit von 5,7 m. Ausgehend von diesem Durchmesser ergibt sich eine Gesamtoberfläche von etwa 370.000 km2. Die scheinbare Helligkeit von 2013 YJ151 beträgt 22,15 m.
Da es denkbar ist, dass sich 2013 YJ151 aufgrund seiner Größe im hydrostatischen Gleichgewicht befindet und somit weitgehend rund sein könnte, erfüllt er möglicherweise die Kriterien für eine Einstufung als Zwergplanet. Mike Brown geht davon aus, dass es sich bei 2013 YJ151 um vielleicht einen Zwergplaneten handelt.
| Jahr                                         | Abmessungen km | Quelle   |
| -------------------------------------------- | -------------- | -------- |
| 2018                                         | 336,0          | Johnston |
| 2018                                         | 343,0          | Brown    |
| Die präziseste Bestimmung ist fett markiert. |                |          |